# Kretzhaus
Kretzhaus ist ein Ortsteil der Stadt Linz am Rhein im rheinland-pfälzischen Landkreis Neuwied. Ein kleinerer Teil im Südosten der Ortschaft („Oberkalenborn“) gehört zur Ortsgemeinde Vettelschoß.

## Geographie
Kretzhaus liegt zwischen 350 und 365 m ü. NHN auf dem Rheinwesterwälder Vulkanrücken (Niederwesterwald), nordöstlich des Meerbergs (429 m ü. NHN). Es erstreckt sich als Straßendorf entlang der Landesstraße 253, die von Rottbitze über Kretzhaus hinab nach Linz am Rhein führt; die hier am Ortsausgang beginnende Landesstraße 254 (Kretzhaus–Ginsterhahn–Weißfeld) erschließt in südlicher Richtung den Höhenrücken. Unmittelbar gegenüber auf der östlichen Straßenseite befindet sich das zur Ortsgemeinde Vettelschoß gehörende Kalenborn mit einigen Gewerbeflächen, nördlich grenzt das als Wohnplatz zur Ortsgemeinde Erpel gehörende Reifstein an. Kretzhaus ist der am höchsten gelegene Ortsteil der Stadt Linz am Rhein und liegt im äußersten Norden des Stadtgebietes. In unmittelbarer Nähe entspricht auch der Kasbach.

## Geschichte
Der Ort entstand im Zusammenhang mit den um 1850 verstärkten Planungen für den Bau einer Straße von Linz nach Asbach und weiter nach Altenkirchen. Bei Kalenborn bestand eine Kreuzung der Waldwege in Richtung Asbach bzw. Linz und über die Orte der sogenannten Linzer Höhe bis ins Wiedtal. Der Kalenborner Landwirt Anton Kretz erfuhr von den Absichten für den Ausbau der Wege und plante ab 1858, an dem zukünftigen Verkehrsmittelpunkt ein Wirtshaus zu erbauen. Nachdem er 1859 ein entsprechendes Grundstück im Osten der Kreuzung gekauft hatte, entstand dort ein zwei Räume umfassendes Haus, in dem zunächst nur Schnaps ausgeschenkt wurde. Die Straße wurde im Frühjahr 1862 fertiggestellt, die Kreuzung erhielt spätestens 1868 den Namen „am Kretzenhaus“.
Der zunehmende Betrieb führte 1871 zum Anbau eines Tanzsaales und ermöglichte es Kretz, auch in den Ackerbau und in die Milchproduktion einzusteigen. In den folgenden Jahren wurden in den umliegenden Orten (darunter am Willscheider Berg) einige Steinbrüche eröffnet, die zum Abtransport auf Pferdefuhrwerke angewiesen waren. Die dazu nötigen Stallungen entstanden neben dem Wirtshaus, das überdies mit den Arbeitern aus den Steinbrüchen neue Kundschaft erhielt. Mit der Rodung von Gebüsch- und Waldflächen und dem Bau weiterer Wohnhäuser war spätestens Anfang des 20. Jahrhunderts eine Ortschaft entstanden, die in Bezugnahme auf den Gründer des Wirtshauses den Namen Kretzhaus erhielt und auf Vettelschoßer Seite zu Oberkalenborn gezählt wurde. Die Besiedlung der Linzer Straßenseite hatte 1895/96 begonnen und wurde 1903 mit dem Bau von Werkswohnungen der Basalt AG (Asbacher Straße 37) fortgesetzt.
1912 wurde eine Bahnstrecke von Linz bis nach Neustadt (Wied) und Seifen mit Bahnhof im unmittelbar angrenzenden Kalenborn gebaut, die dem Transport von Basalt aus den Steinbrüchen der Region dienen sollte. Hauptnutzer der Strecke war die Linzer Basalt AG, deren Direktor 1916 in Oberkalenborn den sogenannten „Waldhof“ (Kalenborner Straße 4) errichten ließ, der als Gutshof über 25 Morgen Land verfügte. Die Gesellschaft richtete in Kretzhaus 1921 ihr betriebliches Sägewerk mit etwa 20 Mitarbeitern ein. Von 1922 bis 1924 entstand gegenüber in Kalenborn ein von der Basalt AG gemeinsam mit einem französischen Unternehmen betriebenes Schmelzbasaltwerk (heute Kalenborn Kalprotect), für dessen Direktor auf der Linzer Straßenseite nach Plänen der Architekten Mattar & Scheler eine Villa (Asbacher Straße 65) errichtet wurde. 1930/31 folgte durch die neugegründete Deutsche Teer- und Asphaltschotterwerke aus Köln (Deutag; auch „Rhein-Sieg-Mischwerke“) der Bau eines Teerwerkes (1936: 30 Mitarbeiter), 1945 nahm eine Großschreinerei ihren Betrieb auf. Zum Ende des Zweiten Weltkriegs lag Kretzhaus im Frontbereich zwischen Wehrmacht und amerikanischen Truppen, die militärisch auch wegen der nahen Ludendorff-Brücke („Brücke von Remagen“) bedeutsame Straßenkreuzung war Schauplatz heftiger Gefechte.
Im März 1945 bestanden in Kretzhaus 19 Wohngebäude, von denen neben der Gaststätte vier durch Kriegsschäden zerstört wurden. Der Wiederaufbau der Gaststätte erfolgte zusammen mit dem Bau einer Tankstelle bis 1952. Auch weitere Gewerbebetriebe siedelten sich in Kretzhaus an, während die nach und nach eingestellten Steinbrüche als Wirtschaftsfaktor an Bedeutung verloren. 1965 wurde das Sägewerk stillgelegt und 1974 abgerissen, weil der Holzbedarf der Basalt AG abnahm oder durch Fremdbezug gedeckt werden konnte; 1980 stellte auch das Teerwerk seinen Betrieb ein. Das durch Kretzhaus verlaufende Schmalspurnetz, an das sowohl die dortigen Betriebe als auch der Steinbruch am Meerberg angebunden waren, wurde abgebaut. Anfang der 1970er-Jahre zählte Kretzhaus rund 150 Einwohner, bei der Volkszählung am 25. Mai 1987 knapp 110. Die bedeutendsten Einrichtungen in dem nach wie vor gewerblich geprägten Ortsteil sind heute ein Bauzentrum, ein Altenheim (eröffnet 1994/95) und eine Straßenmeisterei.

## Sonstiges
Überregionale Bekanntheit erlangte der Ort Kretzhaus Mitte 2017, als der hier wohnhafte Brite Gary Blackburn einen ausgedienten Centurion-Panzer kaufte und in seinem Vorgarten ausstellte. Diese Aktion blieb nicht unumstritten. Unter anderem wurde der Transport des Panzers aus dem naheliegenden Peterslahr in einem Fernsehbericht begleitet.